# MIREA
L'Institut moscovite d'ingénierie radio, électronique et automatique - MIREA (en russe : Московский Институт Радиотехники, Электроники и Автоматики (Технический Университет), romanisé en Moskovski Institout Radiotekhniki, Elektroniki i Avtomatiki)  est un institut universitaire russe créé en 1967.
L'institut comprend : 
- 14500 étudiants et 10000 auditeurs de formation continue
- 15 professeurs de chaires titulaires de l'académie des sciences, 300 docteurs et professeurs, 800 professeurs associés.

Il est associé au réseau universitaire TIME (Top Industrial Managers for Europe) de mobilité d'étudiants et de chercheurs en Europe. 

## Organisation
L'institut comprend les départements suivants :
- Ordinateurs et informatique
- Cybernétique
- Radio
- Électronique
- Économie et gestion